# Vandžiogala
Vandžiogala är en ort i Litauen.   Den ligger i kommunen Kauno rajono savivaldybė och länet Kaunas län, i den centrala delen av landet, 100 km nordväst om huvudstaden Vilnius. Vandžiogala ligger 56 meter över havet och antalet invånare är 946.
Terrängen runt Vandžiogala är mycket platt. Runt Vandžiogala är det ganska tätbefolkat, med 58 invånare per kvadratkilometer. Närmaste större samhälle är Kėdainiai, 19,1 km norr om Vandžiogala. Omgivningarna runt Vandžiogala är en mosaik av jordbruksmark och naturlig växtlighet.